# Keith Treacy
Keith Treacy (* 13. September 1988 in Dublin) ist ein irischer Fußballspieler, der seit 2015 bei Drogheda United unter Vertrag steht.

## Laufbahn
Nachdem Treacy 2006 bei den Rovers einen Profi-Vertrag erhalten hatte, kam er zunächst für zwei Jahre nicht zum Einsatz und wurde deshalb an ein unterklassiges Team ausgeliehen. Nach seiner Rückkehr zu den Rovers kam er in der Saison 2008/09 zu regelmäßigen Kurzeinsätzen in der Premier League.
Seit dem 1. Februar 2010 spielt Keith Treacy für Preston North End in der zweitklassigen Football League Championship.

## Irische Fußballnationalmannschaft
Am 11. August 2010 feierte Keith Treacy sein Debüt in der Irischen Nationalmannschaft, bei einer 0:1-Heimniederlage im Aviva Stadium gegen Argentinien.